# Weltspartag

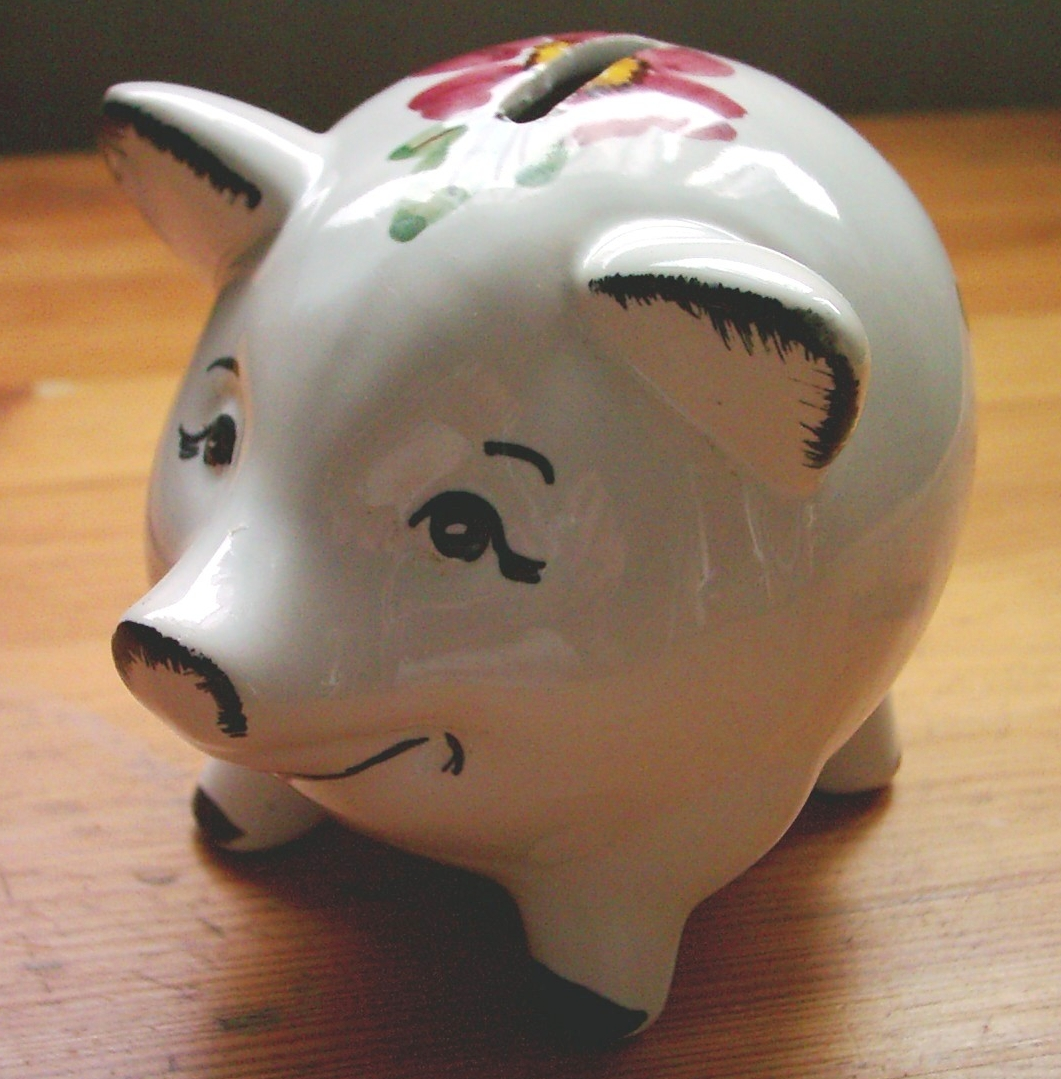
Sparschwein aus den 1970er-Jahren

Der Weltspartag findet alljährlich in der letzten Oktoberwoche statt. Die Idee für diesen Tag geht auf den 1. Internationalen Sparkassenkongress (First International Thrift Congress) im Oktober 1924 zurück. Ursprünglich der Förderung des Spargedankens gewidmet, hat sich der Charakter des Weltspartags in der Vergangenheit in Teilen der Welt deutlich gewandelt. In einigen der ursprünglichen Gründungsländer spielt der Tag keine Rolle mehr. Gerade in den Entwicklungs- und Schwellenländern gewinnt der dort oftmals sogenannte „World Thrift Day“ dagegen auch im 21. Jahrhundert an Bedeutung und spiegelt hier das zunehmende Bewusstsein für finanzielle Bildung und Finanzerziehung wider.

## Geschichte des Weltspartags

Einführung 1924/1925
Einführung nach 1924/1925
keine weitere Teilnahme

In Mailand kamen vom 26. Oktober bis 31. Oktober 1924 auf Einladung der Cassa di Risparmio di Milano insgesamt 354 Delegierte aus 27 Ländern zum First International Thrift Congress zusammen. Beschlossen wurde hier unter anderem die Gründung des International Savings Banks Institute (heute World Savings and Retail Banking Institute). Den Schlusstag des Kongresses erklärte der italienische Professor Filippo Ravizza und spätere Direktor des International Savings Banks Institute zum „World Thrift Day“. Dabei stellte die 2. Resolution des Kongresses den Weltspartag unter den Leitgedanken:

“Not a day of rest, but of work and conduct inspired by the ideal of Thrift with the view to propagating its principles by example, by word and by pictorial demonstration.”

„Kein Tag der Ruhe, sondern der Arbeit und des Verhaltens, inspiriert vom Ideal der Sparsamkeit mit dem Ziel, seine Prinzipien durch Beispiele, Worte und bildliche Demonstrationen zu verbreiten.“

Die an der Gründungsinitiative zum Weltspartag beteiligten Länder waren:
- Argentinien
- Australien
- Belgien
- Brasilien
- Bulgarien
- Chile
- Dänemark
- Deutschland
- Finnland
- Frankreich
- Griechenland
- Großbritannien
- Italien
- Japan
- Jugoslawien
- Lettland
- Luxemburg
- Niederlande
- Österreich
- Polen
- Rumänien
- Schweden
- Schweiz
- Senegal
- Spanien
- Tschechoslowakei
- Ungarn
- Uruguay
- USA

Einladungen zum Kongress erhielten darüber hinaus Vertreter aus u. a. folgenden Ländern:
- Estland
- Irland
- Norwegen
- Portugal
- Zypern

Der erste Weltspartag wurde von den europäischen Sparkassen am 31. Oktober 1925 begangen. Obwohl als internationales Datum gefeiert, blieben Vorbereitung und Umsetzung weitgehend den nationalen Sparkassenverbänden überlassen. Für das International Savings Banks Institute stand in den Anfangsjahren die Verbreitung des Weltspartags und Spargedankens im Vordergrund. Hierfür wurde sogar ein Hilfegesuch an den Papst diskutiert. Nach Ende des Zweiten Weltkriegs erlebte der Weltspartag seine Blütezeit ab den 1955er Jahren, hat in den vergangenen 30 Jahren aber deutlich an Bedeutung verloren.
Inzwischen ist er in einigen Ländern nahezu komplett verschwunden, darunter in Belgien, Frankreich, Luxemburg, Schweiz, Slowakei, Tschechien, Serbien, Kroatien, Bosnien und Herzegowina sowie den USA. Unter Federführung der Sparkassenstiftung für internationale Kooperation wächst dessen Bedeutung dagegen in Schwellen- und Entwicklungsländern. Beispielsweise wurde der Weltspartag in den letzten Jahren in Aserbaidschan, Georgien, Mexiko und Mosambik eingeführt.
Seit 1925 wurde der Weltspartag in folgenden Ländern eingeführt:
- Aserbaidschan
- Belarus
- Burundi
- Costa Rica
- Demokratische Republik Kongo
- Dominikanische Republik
- Ecuador
- Georgien
- Indien
- Kenia
- Kolumbien
- Mexiko
- Panama
- Paraguay
- Ruanda
- Russland
- Simbabwe
- Sri Lanka
- Tansania
- Thailand
- Ukraine

Der Weltspartag wird heute allgemein am 31. Oktober, in Deutschland allerdings bereits am letzten Arbeitstag vor dem 31. Oktober, begangen, weil in einigen Bundesländern der Reformationstag am 31. Oktober ein gesetzlicher Feiertag ist. Auch in Österreich ist er zwar offiziell am 31. Oktober, wird aber gegebenenfalls auch auf den letzten Arbeitstag davor verschoben. Zudem hat sich bei einigen Banken in einigen Ländern eingebürgert, gleich alle Tage in der Woche des Weltspartages als Sparwoche zu begehen. Üblicherweise gibt es zum Weltspartag bei den Banken und Sparkassen besonders für Kinder kleine Geschenke, wie Bleistifte, Kalender und Weiteres.

## Zweck und Bedeutung des Weltspartages

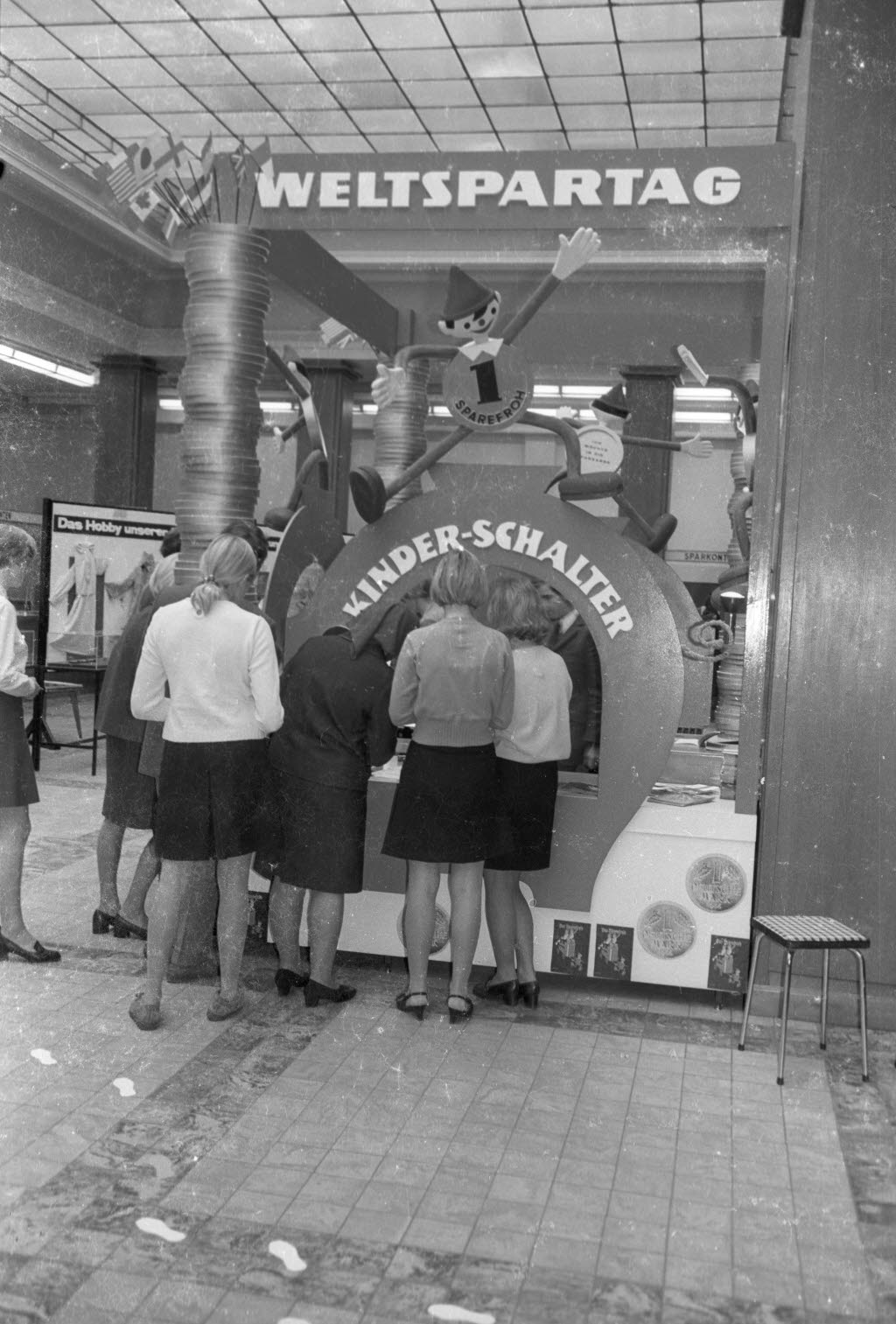
Kinderschalter am Weltspartag, Kiel 1968

Die Initiative zum Weltspartag wollte nicht einfach nur das Sparen fördern. Vielmehr stand bereits zu Beginn der pädagogische Aspekt im Vordergrund. Vor dem Hintergrund der Finanzerziehung wollte man nicht nur die unteren Einkommensschichten erreichen, das Sparen sollte als gesamtgesellschaftliche Aufgabe wahrgenommen werden. Die Sparkassen gaben beispielsweise anlässlich der Einschulung Spardosen mit Einweg-Einwurfschlitzen aus, die nur mit einem dort vorhandenen Schlüssel geöffnet werden konnten. Letzteres geschah in der Regel am Weltspartag, an dem die Filialen und Schalter kindgerecht geschmückt waren. Teilweise kamen die Mitarbeiter in die Schulen, um dort die Spardosen zu leeren. Das war außerhalb der Geschäftsräume möglich, da die Beträge handschriftlich einem festverzinslichen Sparbuch gutgeschrieben wurden, das ebenso wie die Spardose an diesem Tag mitgebracht werden sollte.
Heute werden vielfach anlässlich des Weltspartags von Banken und Sparkassen Werbegeschenke verteilt, insbesondere Spardosen, aber auch Kuscheltiere, Spiele und Bücher. Dies soll als Anreiz dienen, regelmäßig die gefüllten Spardosen zur Leerung zu den Kreditinstituten zu bringen, um das Geld anschließend anzulegen. Kritik an dieser Sichtweise auf den Weltspartag kommt unter anderem von Verbraucherschützern, welche teilweise die Art und Weise der angebotenen Sparprodukte kritisieren. Kritik entzündet sich unter anderem an der Eignung verschiedener Finanzprodukte – wie Versicherungen – für die anvisierte Zielgruppe.
Die reine Finanzerziehung breiter Bevölkerungsschichten – wie ursprünglich durch die 2. Resolution des Sparkassenkongresses postuliert – als pädagogischer Kern bzw. Dreh- und Angelpunkt des Weltspartages ist zumindest in der Gruppe der Industrienationen in den Hintergrund getreten. Diese Aussage gilt allerdings nicht für die Schwellen- und Entwicklungsländer, hier spielt die Zielsetzung der finanziellen Bildung nach wie vor eine große Rolle.